# Никонова
Ни́конова (рос. Никонова) — присілок у складі Алапаєвського міського округу (Верхня Синячиха) Свердловської області.
Населення — 62 особи (2010, 130 у 2002).
Національний склад населення станом на 2002 рік: росіяни — 94 %.